# Work
Work (Charlot, empapelador o Carlitos empapelador o Charlot trabaja) es un cortometraje estadounidense con dirección y actuación de Charles Chaplin y con actuación suya y de Edna Purviance, Marta Golden y Charles Inslee. Fue estrenado el 21 de junio de 1915. 

## Sinopsis
Charlot y su patrón tienen dificultades apenas llegan a la casa donde deben colocar el empapelado. El ocupante está enojado porque no pudo desayunar y su esposa está gritando a la mucama cuando ellos llegan. La cocina de gas explota, y Charlot se ofrece a arreglarla. Llega el amante secreto de la mujer y lo dejan pasar como supervisor de los obreros pero el esposo no se lo cree y comienza a disparar. La cocina explota y destruye la casa.

## Elenco

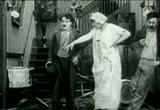
Chaplin, Marta Golden y Paddy McGuire.

- Paddy McGuire (1884 - 1923) - Izzy A. Wake: el empapelador
- Charles Chaplin - Asistente de Izzy A. Wake
- Charles Inslee (1870 - 1978) - Tenedor de libros de Izzy A. Wake
- Billy Armstrong (1891 - 1924) - El esposo
- Marta Golden (Lillian Marta Golden) - La esposa
- Leo White - El amante secreto
- Edna Purviance - La sirviente

## Crítica
Fue rodada en el estudio Majestic de Los Ángeles. 

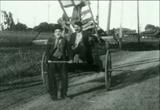
Chaplin y Paddy McGuire.

En la escena de inicio, con Charlot tirando como bestia de carga de un pesado carro, aparece el costado lastimoso del personaje y a lo largo de la trama se observa a menudo como elemento presente la posición social de los participantes. 
Son de destacar nuevos y delicados gags: viendo a la patrona desconfiada guardar la platería, Charlot cierra sus bolsillos y los de sus compañeros con ganchos de seguridad; habiendo observado la estatua de una mujer desnuda, la cubre con una falda improvisada, pero no por ello disminuye la atención que le presta; mientras se arregla las uñas con una paleta, describe con mímica la triste historia de su vida. 
En la película aparecen a través de los efectos de Mack Sennett el juego de los objetos animados de significados subyacentes y, en el crescendo de las corridas y saltos, el ritmo aturdidor de las películas de la etapa de la Mutual.